# Višnjića Do
Višnjića Do este un sat din comuna Nikšić, Muntenegru. Conform datelor de la recensământul din 2003, localitatea are 49 de locuitori (la recensământul din 1991 erau 69 de locuitori).

## Demografie
În satul Višnjića Do locuiesc 48 de persoane adulte, iar vârsta medie a populației este de 53,0 de ani (47,9 la bărbați și 59,0 la femei). În localitate sunt 15 gospodării, iar numărul mediu de membri în gospodărie este de 3,27.
Populația localității este foarte eterogenă.
|  |

| Demografie | Demografie | Demografie |
| An         | Locuitori  | Locuitori  |
| ---------- | ---------- | ---------- |
|            |            |            |
|            |            |            |
|            |            |            |
|            |            |            |
| 1948       | 160        |            |
| 1953       | 188        |            |
| 1961       | 199        |            |
| 1971       | 167        |            |
| 1981       | 111        |            |
| 1991       | 69         | 69         |
| 2003       | 49         | 49         |

| \| Componența etnică conform recensământului din 2003[2] \| Componența etnică conform recensământului din 2003[2] \| Componența etnică conform recensământului din 2003[2] \| Componența etnică conform recensământului din 2003[2] \| Componența etnică conform recensământului din 2003[2] \| \| ----------------------------------------------------- \| ----------------------------------------------------- \| ----------------------------------------------------- \| ----------------------------------------------------- \| ----------------------------------------------------- \| \| \| \| \| \| \| \| Muntenegreni \| Muntenegreni \| \| 26 \| 53,06% \| \| Sârbi \| Sârbi \| \| 18 \| 36,73% \| \| necunoscută \| necunoscută \| \| 0 \| 0% \| |              |  |    |        |
| Componența etnică conform recensământului din 2003 |              |  |    |        |
| |              |  |    |        |
| Muntenegreni | Muntenegreni |  | 26 | 53,06% |
| Sârbi | Sârbi        |  | 18 | 36,73% |
| necunoscută | necunoscută  |  | 0  | 0%     |